# Hermann Czech
Hermann Czech (ur. 27 października 1893 w Opolu, zm. 25 stycznia 1949) – zbrodniarz nazistowski, więzień funkcyjny w niemieckich obozie koncentracyjnym Gross-Rosen.
Posiadał wykształcenie niepełne średnie. Jako więzień kryminalny przebywał w obozie głównym Gross-Rosen. W sierpniu 1944 został przeniesiony do podobozu Görlitz i ustanowiony starszym obozu (Lagerältester). Stanowisko to sprawował do marca 1945. Mordował i maltretował innych więźniów.
Po zakończeniu wojny Czech został osądzony wraz z kierownikiem obozu Winfriedem Zunkerem przez sąd w Łodzi. 1 czerwca 1948 obaj zbrodniarze skazani zostali na karę śmierci. Wyroki wykonano przez powieszenie 25 stycznia 1949.